# Nisaetus floris
El águila-azor de Flores (Nisaetus floris) es un ave rapaz de mediano tamaño que pertenece al género Nisaetus en la familia  Accipitridae. Es endémico de las islas menores de la Sonda (Indonesia).
Con una longitud hasta 79 cm es un ave de presa de mediano tamaño. Tiene un plumaje de color marrón oscuro en la parte superior y blanco en la parte inferior. No hay dimorfismo entre machos y hembras. 
El águila-azor de Flores se distribuye en los bosques submontanos y bosques de tierras bajas de las islas de Flores, Lombok y Sumbawa, y algunas islas adyacentes como Komodo, Satonda, Rinca y Alor. Se alimenta principalmente de aves, lagartos, serpientes y mamíferos.
Debido a la pérdida de hábitat, una población pequeña, y la caza en algunas áreas, el águila-azor de Flores es considerado en peligro crítico de extinción en la Lista Roja de Especies Amenazadas de la UICN.